# Demonax albicinctus
Demonax albicinctus là một loài bọ cánh cứng trong họ Cerambycidae.